# Tre ven
Tre ven hay hóp, hóp gai (danh pháp: Bambusa flexuosa) là một loài thực vật có hoa trong họ Hòa thảo. Loài này được Munro miêu tả khoa học đầu tiên năm 1868.